# Verena Winiwarter
Verena Winiwarter (* 26. Juli 1961 in Wien) ist eine österreichische Umwelthistorikerin und ehemalige Universitätsprofessorin an der Universität Klagenfurt und der BOKU. Winiwarter ist Österreichs „Wissenschaftlerin des Jahres 2013“.

## Leben
Nach der Matura im Jahr 1979 schloss Verena Winiwarter 1981 das Kolleg für technische Chemie in Wien mit Auszeichnung ab. Im Anschluss arbeitete sie als Technikerin am Institut für analytische Chemie in der Abteilung für Umweltanalytik der Technischen Universität Wien. 1986 begann sie mit dem Studium der Publizistik- und Kommunikationswissenschaften und der Geschichte an der Universität Wien. Ihre Magisterarbeit schrieb sie zur Rezeption antiker Agrarliteratur im Frühmittelalter. Ihre ersten interdisziplinären Projekte zur österreichischen Umweltgeschichte erarbeitete sie in den 1990er Jahren im Rahmen des Programms „Nachhaltige Entwicklung österreichischer Kulturlandschaften“ des Bundesministeriums für Wissenschaft und Forschung. Ab 1993 wirkte Winiwarter an zahlreichen Forschungsprojekten am Interuniversitären Institut für interdisziplinäre Forschung (IFF), der späteren Fakultät für Interdisziplinäre Forschung und Fortbildung der Alpen-Adria-Universität Klagenfurt, mit. Auf Basis des Forschungsprogramms Kulturlandschaftsforschung reichte Winiwarter gemeinsam mit drei Kollegen die erste interdisziplinäre Dissertation auf diesem Gebiet an der Universität Wien ein und wurde damit 1998 promoviert (Titel der Doktorarbeit: „Historische und Ökologische Prozesse in einer Kulturlandschaft. Umweltgeschichte als interdisziplinäre Wissenschaft“). Mit ihrer Habilitationsschrift (Titel: „Historical Studies in Human Ecology“) am Institut für Anthropologie der Universität Wien erhielt Winiwarter 2003 die Venia Legendi im Nominalfach „Humanökologie“.
Im März 2007 wurde Winiwarter an die Universität Klagenfurt berufen und hatte an deren Institut für Soziale Ökologie (Standort Wien) die einzige Professur für Umweltgeschichte in Österreich inne. Von Januar 2010 bis Dezember 2015 war sie Dekanin der Fakultät für Interdisziplinäre Forschung und Fortbildung der Universität Klagenfurt (Standorte Klagenfurt, Wien, Graz). Per 1. März 2018 wurde das Institut für Soziale Ökologie an die BOKU transferiert.
2020 wurde sie zum Mitglied der Academia Europaea gewählt.
Verena Winiwarter ist verheiratet und hat zwei Kinder.

## Forschungstätigkeit und Wirken
Winiwarters Arbeitsschwerpunkte sind die Umweltgeschichte von Agrargesellschaften und die Umweltgeschichte Österreichs sowie die Wissenschaftstheorie inter- und transdisziplinärer Forschung.
Sie baute seit 2007 den Forschungsschwerpunkt der Umweltgeschichte der Donau auf und forcierte die Erweiterung der wissenschaftlichen Basis einer Umweltgeschichte Österreichs. Sie leitete bereits mehrere FWF-Projekte, 2014 die Projekte URBWATER und ALPINE SKIERS. Außerdem brachte sie das Thema Umweltgeschichte neben ihren wissenschaftlichen Arbeiten in mehreren Ausstellungen auch einem breiten Publikum näher und etablierte die Umweltgeschichte im Schulunterricht.
Winiwarters Team baut seit 2007 eine Literaturdatenbank zur österreichischen Umweltgeschichte auf, die der österreichischen und internationalen Öffentlichkeit zur Verfügung steht.
Winiwarter ist seit Oktober 2006 Mitglied der Kommission für interdisziplinäre ökologische Studien der Österreichischen Akademie der Wissenschaften (ÖAW). Seit 2010 ist sie korrespondierendes Mitglied und seit 2016 wirkliches Mitglied der philosophisch-historischen Klasse der ÖAW; seit Dezember 2011 Mitglied des Advisory Board des Rachel Carson Centers. Außerdem hat sie seit 2012 einen Sitz im wissenschaftlichen Beirat des Zentrums für Umweltgeschichte (KAJAK) am Historischen Institut der Universität Tallinn und am umwelthistorischen Zentrum in Sankt Petersburg.
Sie war an neun Büchern maßgeblich beteiligt, hat insgesamt 136 Artikel und Buchkapitel verfasst und 160 wissenschaftliche sowie 94 Vorträge für eine breitere Öffentlichkeit sowie zahlreiche Gastvorlesungen gehalten. Winiwarter war langjährige Herausgeberin von GAIA und ist Mitglied des Herausgeberteams verschiedener Zeitschriften und Reihen.

## Auszeichnungen
Verena Winiwarter wurde vom Klub der Bildungs- und Wissenschaftsjournalisten am 7. Jänner 2014 zur Wissenschafterin des Jahres 2013 gewählt. Ihr Buch Geschichte unserer Umwelt. Sechzig Reisen durch die Zeit (gemeinsam mit Hans-Rudolf Bork) wurde zum Wissenschaftsbuch des Jahres 2015 gewählt. Das Gottlieb Duttweiler Institut listete sie 2015 auf Platz 47 seiner Thought Leaders-Liste für den deutschsprachigen Raum. 2015 wurde ihr das Große Ehrenzeichen des Landes Kärnten, 2019 der Preis der Stadt Wien für Geistes- und Sozialwissenschaften zuerkannt. Im Mai 2019 empfing sie ein Ehrendoktorat der Universität Aalborg.

## Publikationen (Auswahl)

### Einzelpublikationen und Aufsätze
- John Robert McNeill, Verena Winiwarter: Breaking the Sod. Humankind, History and Soil. In: Science. Vol. 304, 11 June 2004, S. 1627–1629.
- John Robert McNeill, Verena Winiwarter (eds.): Soils and Societies. Perspectives from Environmental History. The White Horse Press, Isle of Harris 2006.
- Rolf Peter Sieferle, Fridolin Krausmann, Heinz Schandl, Verena Winiwarter: Das Ende der Fläche: Zum gesellschaftlichen Stoffwechsel der Industrialisierung (= Umwelthistorische Forschungen. Bd. 2). Böhlau, Köln 2006, ISBN 3-412-31805-1.
- Verena Winiwarter, Martin Knoll: Umweltgeschichte. Eine Einführung. UTB Böhlau, Köln/Weimar/Wien 2007.
- Verena Winiwarter: Haereticus scripsit hunc librum. Die landwirtschaftliche Bibliothek des Benediktinerstifts Melk und ihre Leser. In: Mitteilungen des Instituts für Österreichische Geschichtsforschung. Bd. 117 (2009), S. 225–244.
- Verena Winiwarter and Martin H. Gerzabek (eds.): The challenge of sustaining soils: Natural and social ramifications of biomass production in a changing world (= Interdisciplinary Perspectives No. 1). Verlag der Österreichischen Akademie der Wissenschaften, Wien 2012.
- Verena Winiwarter, Martin Schmid, Gert Dressel: Looking at half a millennium of co-existence: The Danube in Vienna as a socio-natural site. In: Water History. Vol. 5 (2013), Nr. 2 (Thematic Issue on the Viennese Danube), S. 101–119.
- Verena Winiwarter, Hans-Rudolf Bork: Geschichte unserer Umwelt: Sechzig Reisen durch die Zeit. Primus, Darmstadt 2014, ISBN 978-3-86312-069-6 (Leseprobe).

### Herausgeberschaft
- Mitherausgeberin der Reihe Umwelthistorische Forschungen. Böhlau, Köln, seit 2004.
- Editorial Board: Environment and History. Cambridge, Isle of Harris, seit 1/2006.
- International Advisory Board: Klaudyan. Internet Journal for Historical Geography and Environmental History. Prag, seit 2006.
- Editorial Board: Global Environment. Journal of History and Natural and Social Sciences. Neapel, seit 1/2007.
- Editorial Board: Environmental History. Durham, NC, 3/2008 – 3/2014.
- Herausgeberin: GAIA. Mitherausgeberin seit 5/2007, Hauptherausgeberin von 12/2008 bis 02/2018.